# San Juan Ahuehueco
San Juan Ahuehueco es una localidad de mexicana, localizada en el municipio de Tepehuacán de Guerrero en el estado de Hidalgo.

## Toponimia
Del náhuatl Ahuehue-co: “lugar de ahuehuetes”.

## Geografía
Se encuentra en la región geográfica de la Sierra Alta; a la localidad le corresponden las coordenadas geográficas 21°2′11.009″ de latitud norte y 98°54′26.116″ de longitud oeste; con una altitud de 1005 m s. n. m. Cuenta con un clima semicálido subhúmedo con lluvias en verano, de mayor humedad.
En cuanto a fisiografía se encuentra en la provincia de la Sierra Madre Oriental, dentro de la subprovincia del Carso Huasteco; su terreno es de sierra. En lo que respecta a la hidrografía se encuentra posicionado en la región del Pánuco, dentro de la cuenca del río Moctezuma, y en la subcuenca del río Amajac.

## Demografía
En 2020 registró una población de 1773 personas, lo que corresponde al 5.68 % de la población municipal; de los cuales 847 son hombres y 926 son mujeres.
| Gráfica de evolución demográfica de San Juan Ahuehueco entre 1900 y 2020                     |
|                                                                                              |
| Población de los censos y conteos del Instituto Nacional de Estadística y Geografía (INEGI). |